# メチルアルソン酸レダクターゼ
メチルアルソン酸レダクターゼ（methylarsonate reductase）は、次の化学反応を触媒する酸化還元酵素である。
メチルアルソン酸 + 2 グルタチオン {\displaystyle \rightleftharpoons } メチル亜アルソン酸 + グルタチオンジスルフィド + H2O
この酵素の基質はメチルアルソン酸とグルタチオンで、生成物はメチル亜アルソン酸、グルタチオンジスルフィドとH2Oである。
この酵素は酸化還元酵素に属し、ジスルフィドを受容体としてリンまたはヒ素に特異的に作用する。組織名はgluthathione:methylarsonate oxidoreductaseで、別名にMMA(V) reductaseがある。